# Taekwondo tại Đại hội Thể thao Đông Nam Á 2015
Taekwondo tại Đại hội Thể thao Đông Nam Á năm 2015 được tổ chức từ ngày 12 đến 14 tháng 6 năm 2015 tại Hội trường Singapore EXPO Hall 2, Singapore. Chương trình thi đấu bao gồm hai thể thức chính:
- Kyorugi (đối kháng): các hạng cân theo quy định quốc tế

- Poomsae (biểu diễn quyền): bao gồm cá nhân, đôi và đồng đội

## Quốc gia tham dự
Tổng cộng có 104 vận động viên đến từ 11 quốc gia tham dự môn taekwondo tại Đại hội Thể thao Đông Nam Á năm 2015:
- Brunei (1)
- Campuchia (10)
- Indonesia (10)
- Lào (12)
- Malaysia (10)
- Myanmar (9)
- Philippines (12)
- Singapore (8)
- Thái Lan (14)
- Đông Timor (4)
- Việt Nam (14)

## Tóm tắt kết quả

### Biểu diễn

#### Nam
| Nội dung     | Vàng                                                                        | Bạc                                                                                   | Đồng                                                                                   |
| ------------ | --------------------------------------------------------------------------- | ------------------------------------------------------------------------------------- | -------------------------------------------------------------------------------------- |
| Đơn nam      | Kang Rui Jie · Singapore                                                    | Maulana Haidir · Indonesia                                                            | Yong Jin Kun · Malaysia                                                                |
| Đơn nam      | Kang Rui Jie · Singapore                                                    | Maulana Haidir · Indonesia                                                            | Phal Sovannat · Campuchia                                                              |
| Đơn nữ       | Chelsea Sim · Singapore                                                     | Rinna Babanto · Philippines                                                           | Mutiara Habiba · Indonesia                                                             |
| Đơn nữ       | Chelsea Sim · Singapore                                                     | Rinna Babanto · Philippines                                                           | Kidavone Philavong · Lào                                                               |
|              |                                                                             |                                                                                       |                                                                                        |
| Đồng đội nam | Philippines · Dustin Jacob Mella · Rodolfo Reyes Jr. · Raphael Enrico Mella | Việt Nam · Lê Hiếu Nghĩa · Lê Thanh Trung · Nguyễn Thiên Phụng                        | Indonesia · Muhammad Fazza Fitracahyanto · Maulana Haidir · Muhammad Abdurrahman Wahyu |
| Đồng đội nam | Philippines · Dustin Jacob Mella · Rodolfo Reyes Jr. · Raphael Enrico Mella | Việt Nam · Lê Hiếu Nghĩa · Lê Thanh Trung · Nguyễn Thiên Phụng                        | Malaysia · Chew Wei Yan · Kok Jun Ee · Yong Jin Kun                                    |
| Đồng đội nữ  | Việt Nam · Châu Tuyết Vân · Nguyễn Thị Lệ Kim · Nguyễn Thụy Xuân Linh       | Thái Lan · Katesara Kiatatchawachai · Wanida Raksasri · Pich-Chapha Tanakitcharoenpat | not awarded                                                                            |
| Đôi nam nữ   | Việt Nam · Nguyễn Minh Văn · Nguyễn Minh Tú                                 | Malaysia · Kok Jun Ee · Yap Khim Wen                                                  | Singapore · Kang Rui Jie · Chelsea Sim                                                 |
| Đôi nam nữ   | Việt Nam · Nguyễn Minh Văn · Nguyễn Minh Tú                                 | Malaysia · Kok Jun Ee · Yap Khim Wen                                                  | Thái Lan · Sattawath Chomchuen · Tasana Manso                                          |

### Đối kháng

#### Nam
| Hạng cân | Vàng                            | Bạc                                      | Đồng                                  |
| -------- | ------------------------------- | ---------------------------------------- | ------------------------------------- |
| 54 kg    | Reinaldy Atmanegara · Indonesia | Muhammad Danial Mohd Azri · Malaysia     | Ng Ming Wei · Singapore               |
| 54 kg    | Reinaldy Atmanegara · Indonesia | Muhammad Danial Mohd Azri · Malaysia     | Jenar Torillos · Philippines          |
| 58 kg    | Nguyễn Văn Duy · Việt Nam       | Francis Aaron Agojo · Philippines        | Nutthawee Klompong · Thái Lan         |
| 58 kg    | Nguyễn Văn Duy · Việt Nam       | Francis Aaron Agojo · Philippines        | Junwei Tan Jason · Singapore          |
| 63 kg    | Akkarin Kitwijarn · Thái Lan    | Zaw · Myanmar                            | Phouthasone Thammavong · Lào          |
| 63 kg    | Akkarin Kitwijarn · Thái Lan    | Zaw · Myanmar                            | Vincent Hong Bin Lim · Singapore      |
| 68 kg    | Samuel Morrison · Philippines   | Phan Trung Đức · Việt Nam                | Somsanouk Phommavanh · Lào            |
| 68 kg    | Samuel Morrison · Philippines   | Phan Trung Đức · Việt Nam                | Thinagaran Naidu Papunaidu · Malaysia |
| 74 kg    | Peerathep Sila-On · Thái Lan    | Khir Amir Salam Mohd Sulaiman · Malaysia | not awarded                           |

#### Nữ
| Hạng cân | Vàng                            | Bạc                                 | Đồng                                   |
| -------- | ------------------------------- | ----------------------------------- | -------------------------------------- |
| 46 kg    | Trương Thị Kim Tuyến · Việt Nam | Irene Therese Bermejo · Philippines | Wilasinee Khamsribusa · Thái Lan       |
| 46 kg    | Trương Thị Kim Tuyến · Việt Nam | Irene Therese Bermejo · Philippines | Chew Xin Wei · Singapore               |
| 49 kg    | Chanatip Sonkham · Thái Lan     | Luisa Dos Santos Rosa · Đông Timor  | Levita Ronna Ilao · Philippines        |
| 49 kg    | Chanatip Sonkham · Thái Lan     | Luisa Dos Santos Rosa · Đông Timor  | Nur Fadzlyn Mohd Zahruddin · Singapore |
| 53 kg    | Mariska Halinda · Indonesia     | Phannapa Harnsujin · Thái Lan       | Chhoeung Puthearim · Campuchia         |
| 53 kg    | Mariska Halinda · Indonesia     | Phannapa Harnsujin · Thái Lan       | Wai Mar Soe · Myanmar                  |
| 57 kg    | Pauline Lopez · Philippines     | Phạm Thị Thu Hiền · Việt Nam        | Sonesavanh Sirimanotham · Lào          |
| 57 kg    | Pauline Lopez · Philippines     | Phạm Thị Thu Hiền · Việt Nam        | Annisa Cinthya Medina · Indonesia      |
| 62 kg    | Hà Thị Nguyên · Việt Nam        | Nurulain Md Ja'afar · Brunei        | không trao huy chương                  |

## Kết quả

### Nữ

#### Dưới 57 kg
|  | Tứ kết                        | Tứ kết                        | Tứ kết |  |  | Bán kết                       | Bán kết                       | Bán kết                    |                            |    | Chung kết               | Chung kết               | Chung kết |  |
|  |                               |                               |        |  |  |                               |                               |                            |                            |    |                         |                         |           |  |
|  | Bye                           |                               |        |  |  |                               |                               |                            |                            |    |                         |                         |           |  |
|  | Annisa Cinthya Medina (INA)   | Annisa Cinthya Medina (INA)   |        |  |  | Annisa Cinthya Medina (INA)   | Annisa Cinthya Medina (INA)   | 1                          |                            |    |                         |                         |           |  |
|  | Phạm Thị Thu Hiền (VIE)       | Phạm Thị Thu Hiền (VIE)       | 14     |  |  | Phạm Thị Thu Hiền (VIE)       | Phạm Thị Thu Hiền (VIE)       | 14                         |                            |    |                         |                         |           |  |
|  | Oo December (MYA)             | Oo December (MYA)             | 2      |  |  |                               |                               |                            |                            |    | Phạm Thị Thu Hiền (VIE) | Phạm Thị Thu Hiền (VIE) | 12        |  |
|  | Pauline Louise Lopez (PHI)    | Pauline Louise Lopez (PHI)    |        |  |  |                               |                               | Pauline Louise Lopez (PHI) | Pauline Louise Lopez (PHI) | 20 |                         |                         |           |  |
|  | Bye                           | Bye                           |        |  |  | Pauline Louise Lopez (PHI)    | Pauline Louise Lopez (PHI)    | 21                         |                            |    |                         |                         |           |  |
|  | Sirimanotham Sonesavanh (LAO) | Sirimanotham Sonesavanh (LAO) |        |  |  | Sirimanotham Sonesavanh (LAO) | Sirimanotham Sonesavanh (LAO) | 2                          |                            |    |                         |                         |           |  |
|  | Bye                           |                               |        |  |  |                               |                               |                            |                            |    |                         |                         |           |  |

#### Dưới 62 kg
|  | Bán kết                      | Bán kết                      | Bán kết |  |  | Chung kết                 | Chung kết                 | Chung kết |  |
|  |                              |                              |         |  |  |                           |                           |           |  |
|  | Bye                          |                              |         |  |  |                           |                           |           |  |
|  | Md Ja’afar Nurulain (BRU)    | Md Ja’afar Nurulain (BRU)    |         |  |  | Md Ja’afar Nurulain (BRU) | Md Ja’afar Nurulain (BRU) | 0         |  |
|  | Sotthachit Thidasavanh (LAO) | Sotthachit Thidasavanh (LAO) | 2       |  |  | Hà Thị Nguyên (VIE)       | Hà Thị Nguyên (VIE)       | 22        |  |
|  | Hà Thị Nguyên (VIE)          | Hà Thị Nguyên (VIE)          | 15      |  |  |                           |                           |           |  |

#### Biểu diễn cá nhân
| Hạng | Vận động viên            | Điểm  |
| ---- | ------------------------ | ----- |
| 1    | Chelsea Sim (SIN)        | 8.000 |
| 2    | Rinna Babanto (PHI)      | 7.480 |
| 3    | Mutiara Habiba (INA)     | 7.365 |
| 3    | Kidavone Philavong (LAO) | 7.350 |
| 5    | Thet Myat Noe Wai (MYA)  | 7.250 |

## Bảng huy chương
| Hạng                | Đoàn                | Vàng | Bạc | Đồng | Tổng số |
| ------------------- | ------------------- | ---- | --- | ---- | ------- |
| 1                   | Việt Nam (VIE)      | 5    | 3   | 0    | 8       |
| 2                   | Philippines (PHI)   | 3    | 3   | 2    | 8       |
| 3                   | Thái Lan (THA)      | 3    | 2   | 3    | 8       |
| 4                   | Indonesia (INA)     | 2    | 1   | 3    | 6       |
| 5                   | Singapore (SIN)     | 2    | 0   | 6    | 8       |
| 6                   | Malaysia (MAS)      | 0    | 3   | 3    | 6       |
| 7                   | Myanmar (MYA)       | 0    | 1   | 1    | 2       |
| 8                   | Brunei (BRU)        | 0    | 1   | 0    | 1       |
| 8                   | Đông Timor (TLS)    | 0    | 1   | 0    | 1       |
| 10                  | Lào (LAO)           | 0    | 0   | 4    | 4       |
| 11                  | Campuchia (CAM)     | 0    | 0   | 2    | 2       |
| Tổng số (11 đơn vị) | Tổng số (11 đơn vị) | 15   | 15  | 24   | 54      |